# 西村美月
西村 美月（にしむら みづき、1978年5月18日 - ）は、NHKの契約キャスター。

## 来歴・人物
茨城県取手市出身。清泉女子大学卒業。
2003年に地元NHK水戸放送局で1年間契約キャスターを務めたあと、2004年から3年間NHK新潟放送局で契約キャスターとして活動した。
その後一時期ジョイスタッフ所属のフリーアナウンサーとして活動した後、再びNHKの契約キャスターとなる。
アナウンススクールは東京アナウンスセミナーに通っていた。

## 担当番組

### 現在
- ひるまえ ほっと（首都圏放送センター）

### 過去
- 新潟ニュースファイル（新潟局時代、木曜日「@エコノミー」担当）
- FM水戸アップデート（水戸局時代）
- こんにちはいっと6けん（首都圏放送センター時代）